# Alice Johnson
Alice Johnson (7 de julio de 1860 - 13 de enero de 1940) fue una zoóloga inglesa. También editó el procedimiento de la Sociedad de Investigación Física de 1899 a 1916.
Hija de William Henry Farthing Johnson, maestro de colegio privado, y Harriet Brimsley, nació en Cambridge. Su hermano fue el especialista en lógica William Ernest Johnson. Fue educada en Cambridge y Dover, accedió al Newnham College en 1878.
En 1881, se situó en el equivalente a la Primera de la Clase del Tripos de Ciencias Naturales (en aquel tiempo, como mujer, no estaba permitido obtener un título).
De 1884 a 1890, fue una manifestante en morfología animal en el Balfour Laboratory. Continuó sus estudios con Francis Balfour y, tras la muerte de Balfour en 1882, con Adam Sedgwick.
Su investigación incluyó estudios del desarrollo temprano del tritón.
En 1884, fue la primera mujer en publicar un artículo en la revista Proceedings de la Royal Society. También publicó un estudio sobre el desarrollo de nervios craneales en el embrión del tritón con Lilian Sheldon, por aquel entonces estudiante de la Newnham College.
En 1890, se convirtió en secretaria particular de Eleanor Mildred Sidgwick, figura principal de la Sociedad para Investigación Física. Johnson fue secretario de la Sociedad de 1903 a 1907 y fue su Oficial de Investigación de 1907 a 1916.
Asistió en el renombrado "experimentos de Brighton" en telepatía. Johnson también trabajó para la Sociedad en el Censo de Alucinaciones. Preparó el estudio Personalidad Humana y Su Supervivencia de Muerte Corporal por Frederic W. H. Myers para su publicación; quedó incompleto tras la muerte de Myers. Johnson dimitió del SPR en 1917.
Eleanor Sidgwick se convirtió en la Directora de la Newnhan University en 1892 y Johnson fue su secretaria hasta que 1903. De 1893 a 1902, Johnson fue también miembro asociado de la Universidad.
Murió en Cambridge a los 79 años.
- Johnson, Alice. (1908). Report on Some Recent Sittings for Physical Phenomena in America. Proc. of the Soc. for Psychical Res. 21: 94-135.
- Johnson, Alice. (1908). On the Automatic Writing of Mrs. Holland. Proc. of the Soc. for Psychical Res. 21: 166-391.
- Johnson, Alice. (1909). The Education of the Sitter. Proc. of the Soc. for Psychical Res. 21: 483-511.

- Timeline of women in science